# Brachidontes
Brachidontes es un género de moluscos bivalvos de la familia Mytilidae.

## Especies
Se reconocen las siguientes especies:
- Brachidontes adamsianus
- Brachidontes domingensis
- Brachidontes exustus
- Brachidontes modiolus
- Brachidontes multiformes
- Brachidontes rodriguezii